# Dự đoán cấu trúc
Dự đoán cấu trúc hay còn gọi là học (đầu ra) cấu trúc là một thuật ngữ tổng quát dành cho các kỹ thuật học máy có giám sát liên quan đến việc dự đoán các đối tượng cấu trúc, hơn là phân loại bằng thống kê scalar hoặc các giá trị phân tích hồi quy.